# ZZ Top's First Album
ZZ Top's First Album je debutové studiové album americké blues rockové hudební skupiny ZZ Top, vydané v roce 1971.

## Seznam skladeb

### Strana 1
1. "(Somebody Else Been) Shakin' Your Tree" (Billy Gibbons) – 2:32
2. "Brown Sugar" (Gibbons) – 5:22
3. "Squank" (Gibbons, Dusty Hill, Bill Ham) – 2:46
4. "Goin' Down to Mexico" (Gibbons, Hill, Ham) – 3:26
5. "Old Man" (Gibbons, Hill, Frank Beard) – 3:23

### Strana 2
1. "Neighbor, Neighbor" (Gibbons) – 2:18
2. "Certified Blues" (Gibbons, Beard, Ham) – 3:25
3. "Bedroom Thang" (Gibbons) – 3:53
4. "Just Got Back from Baby's" (Gibbons, Ham) – 4:07
5. "Backdoor Love Affair" (Gibbons, Ham) – 3:20

## Sestava
- Billy Gibbons – kytara, zpěv
- Dusty Hill – baskytara, klávesy, zpěv
- Frank Beard – bicí, perkuse
- Bill Ham - producent